# Дубоцкое
Дубоцкое — деревня в Жарковском районе Тверской области. Входит в состав Новосёлковского сельского поселения.

## География
Деревня расположена в западной части района на берегу реки Межа. Находится на расстоянии примерно 34 км от посёлка Жарковский. Ближайший населённый пункт — деревня Костино.

## Население
| 2010 |
| ---- |
| 70   |

В 2002 году население деревни составляло 105 человек.
Национальный состав
Согласно результатам переписи 2002 года, в национальной структуре населения русские составляли 99 % от жителей.